# Сезон ФК «Жемчужина» (Одеса) 2017—2018
Сезон ФК «Жемчужина» (Одеса) 2017–2018 — другий сезон одеського футбольного клубу «Жемчужина» у чемпіонатах / кубках України, а також четвертий в історії клубу. Це перший сезон команди в першій лізі України.

## Клуб
З початку сезону головним тренером команди був Денис Колчин, з яким команда здобула турнирну перемогу у другій лізі чемпіонату України 2016/17. 21 серпня 2017 року він залишив клуб, i виконувачем обов'язків головного тренера був призначений Леонід Гайдаржи. 22 січня 2018 року ФК «Жемчужина» повідомила що виконувачем обов'язків головного тренера клубу до кінця сезону буде Дмитро Горбатенко, а Леонід Гайдаржи повертається на посаду спортивного директора клубу.

## Хронологія сезону

### Липень 2017
- 14 липня 2017 р. У своєму дебютному матчі в першій лізі ФК «Жемчужина» зіграла успішно, перемогши вдома з рахунком 2:1 команду МФК «Миколаїв»[2][3].
- 22 липня 2017 р. Гру 2-го туру чемпіонату України «Жемчужина» грала на виїзді проти команди «Інгулець», та поступилася з рахунком 0:1[4][5].
- 26 липня 2017 р. У матчі 1/32 фіналу Кубка України 2017/18 «ювеліри» грають у місті Нова Каховка, i впевнено перемагають з великим рахунком 4:1 господарів поля, команду «Енергія». Таким чином одеський клуб вдруге поспіль виходить до 1/16 фіналу змагань[6][7].
- 30 липня 2017 р. Матч 3-го туру національної першості «Жемчужина» грала вдома проти харківського клубу «Геліос», та знову поступилася з мінімальним рахунком 0:1[8][9].

### Серпень 2017
- 4 серпня 2017 р. «Ювеліри» здобули першу виїзну перемогу в чемпіонаті України 2017/18, обігравши в Луцьку у матчі 4-го туру національної першості місцеву «Волинь» з рахунком 3:1[10][11].
- 9 серпня 2017 р. У грі 5-го туру першості України «Жемчужина» поступилась в Одесі лідеру поточного чемпіонату ФК «Полтава» з рахунком 0:1[12][13].
- 13 серпня 2017 р. «Ювеліри» на виїзді зіграли внічию (2:2) проти команди «Рух» (Винники) у матчі 6-го туру чемпіонату України[14][15].
- 19 серпня 2017 р. У грі 7-го туру національної першості «Жемчужина» програла вдома з рахунком 1:2 команді «Гірник-спорт» з міста Горішні Плавні[16][17].
- 26 серпня 2017 р. Матч 8-го туру першості України «Жемчужина» грала у місті Чернігів, де програла місцевому клубу «Десна» з рахунком 1:3[18][19].
- 30 серпня 2017 р. «Ювеліри» програли вдома з рахунком 2:4 у дербі Одеської області команді «Балкани» (Зоря) у грі 9-го туру чемпіонату України[20][21].

### Вересень 2017
- 3 вересня 2017 р. Матч 10-го туру національної першості «Жемчужина» грала у місті Краматорськ, де програла місцевому «Авангарду» з великим рахунком 2:6[22][23].
- 9 вересня 2017 р. Гру 11-го туру чемпіонату України «ювеліри» грали вдома проти команди «Колос» (Ковалівка), та перемогли гостей з рахунком 1:0[24][25].
- 16 вересня 2017 р. Матч 12-го туру національної першості «Жемчужина» програла вдома з великим рахунком 0:3 поточному лідеру чемпіонату, клубу «Арсенал» (Київ)[26][27].
- 24 вересня 2017 р. «Ювеліри» програли в Черкасах з рахунком 0:1 місцевому клубу «Черкаський Дніпро» у грі 13-го туру чемпіонату України[28][29].
- 30 вересня 2017 р. У матчі 14-го туру національної першості «Жемчужина» вдома не змогла подолати «Нафтовик-Укрнафта» з Охтирки. Гра закінчилась із рахунком 0:0[30][31].

### Жовтень 2017
- 6 жовтня 2017 р. У п'ятнадцятому турі чемпіонату України ФК «Жемчужина» в Сумах обіграла аутсайдера першої ліги команду ПФК «Суми» з рахунком 3:2[32][33]. Гра прошла в гострій, атакуючій боротьбі, проте на 93-й хвилині одесити вирвали перемогу. Дмитро Поспєлов і Анатолій Діденко увійшли в символічну збірну 15 туру чемпіонату першої ліги за версією журналу «Sportarena»[34].
- 11 жовтня 2017 р. Матч 16-го туру національної першості «Жемчужина» грала вдома проти клубу «Кремінь» з міста Кременчук, i здобула перемогу з великим рахунком 4:1[35][36].
- 15 жовтня 2017 р. У сімнадцятому турі чемпіонату України «ювеліри» зіграли в Києві внічию (0:0) проти місцевої команди «Оболонь-Бровар»[37][38].